# Wiktor Osuchowski
Wiktor Kazimierz Osuchowski (ur. 6 marca 1799, zm. 24 grudnia 1848) – polski właściciel ziemski, żołnierz, oficer 3 Pułku Piechoty Liniowej, uczestnik powstania listopadowego, działacz emigracyjny.

## Życiorys
Wiktor Kazimierz Osuchowski urodził się 6 marca 1799 r. w rodzinie szlacheckiej Osuchowskich herbu Gozdawa w majątku rodzinnym Zakrzówek jako jedno z 12 dzieci Szymona i Józefy z d. Badowskiej.
Uczęszczał do Szkoły Podchorążych Piechoty, którą ukończył w stopniu sierżanta, a następnie rozkazem dziennym z dnia 9 grudnia 1830 r. został awansowany na podporucznika w 3 Pułku Piechoty Liniowej. Pół roku później, 13 czerwca 1831 r., został awansowany na porucznika tego samego pułku.
Ze względu na udział w Powstaniu listopadowym po jego upadku musiał wyjechać z kraju i udać się na emigrację.
Na mocy rozporządzenia Komisji Rządowej Spraw Wewnętrznych Duchownych i Oświecenia Publicznego z dn. 26 września i 20 października 1832 roku Wiktor Osuchowski został umieszczony na liście osób nieobjętych amnestią i tych, którzy w wyznaczonym terminie nie wrócili do kraju z emigracji. W konsekwencji tego rozporządzenia skonfiskowano należące do niego części dóbr Zakrzówek, Bernów, Gębarzew, Odechów i Kroczewo.
Po wyjeździe z Polski osiedlił się we Francji. Jego nazwisko znajduje się na liście emigracji zjednoczonej. 3 sierpnia podpisał akt z roku 1834 przeciwko Adamowi Czartoryskiemu wyobrazicielowi systemu polskiej arystokracji. Mieszkał wtedy w Romorantin w departamencie Loir-et-Cher we Francji. Przez pewien czas mieszkał też w  Blois.
Wiktor Osuchowski zmarł po krótkiej chorobie 24 grudnia 1848 roku w Romorantin w departamencie Loir-et-Cher we Francji. Na akcie zgonu napisano, że był stanu bezżennego.